# Segunda Categoría de Ecuador 2007
El Campeonato Ecuatoriano de Fútbol Segunda Categoría 2007 fue la 34.ª edición de la Segunda Categoría de Ecuador, para esta edición con el aumento de cupos a 12 equipos hacia la Serie B 2008 se decidió que ascendieran los 3 mejores equipos posicionados del torneo tal como paso en el torneo de 1988 para esta vez los equipos que lograrían ascender serían la escuadras de Independiente José Terán, Grecia y LDU de Cuenca equipo nuevamente volvería a ascender tras estar 18 años en la Segunda Categoría. 
El Independiente José Terán lograría su primer título, mientras que el Club Deportivo Grecia lograría el subcampeonato del torneo siendo el primero en los registros del club chonero en esta categoría..

## Sistema de campeonato
Fase provincial (primera etapa)
- La primera fase estuvo formada por los campeonatos provinciales organizados por cada asociación de fútbol, los campeones y vicecampeones clasificaron al zonal regional.

Fase regional (segunda etapa)
- La Zona 1 estuvo integrada por las provincias deː Pichincha, Cotopaxi, Imbabura y Sucumbíos.
- La Zona 2 estuvo integrada por las provincias deː Chimborazo, Morona Santiago, Pastaza, Tungurahua y Bolívar.
- La Zona 3 estuvo integrada por las provincias deː Loja, Cañar, Azuay y El Oro.
- La Zona 4 estuvo integrada por las provincias deː Esmeraldas, Manabí, Los Ríos y Guayas.

- Cada zona estuvo dividida en Grupo A y Grupo B para dar un total de 8 grupos.
- Cada zona contó con dos representantes de cada provincia sin repetirse en el mismo grupo, y alternando un campeón y un subcampeón bajo sorteo previo.

Fase nacional (tercera etapa)
- Un total de 8 clubes jugaron esta etapa.
- Se jugaron en partidos de eliminación directa de ida y vuelta los equipos que lograron pasar jugaron el cuadrangular final de ascenso.

Fase final (cuarta etapa)
- Un total de 4 clubes jugaron esta etapa.
- El cuadrangular constó con partidos de ida y vuelta (6 fechas).
- Los 2 equipos que lograron la mayoría de puntos consiguieron el ascenso, además el equipo que terminó en 3.° lugar también ascendió a la Serie B 2008.

## Equipos clasificados
| Asociación                                                              | Equipo                                  | Vía de clasificación                                                                                               |
| ----------------------------------------------------------------------- | --------------------------------------- | --- |
| Azuay 2 cupos                                                           | Liga de Cuenca Tecni Club               | Campeón de la Segunda Categoría de Azuay 2007 Subcampeón de la Segunda Categoría de Azuay 2007                     |
| Bolívar 2 cupos                                                         | Unibolívar River F. C.                  | Campeón de la Segunda Categoría de Bolívar 2007 Subcampeón de la Segunda Categoría de Bolívar 2007                 |
| Cañar 2 cupos                                                           | Manuel J. Calle 25 de Agosto            | Campeón de la Segunda Categoría de Cañar 2007 Subcampeón de la Segunda Categoría de Cañar 2007                     |
| Chimborazo 2 cupos                                                      | Atlético Universitario Club Chimborazo  | Campeón de la Segunda Categoría de Chimborazo 2007 Subcampeón de la Segunda Categoría de Chimborazo 2007           |
| Cotopaxi 2 cupos                                                        | Deportivo Cotopaxi Ramón Barba Naranjo  | Campeón de la Segunda Categoría de Cotopaxi 2007 Subcampeón de la Segunda Categoría de Cotopaxi 2007               |
| El Oro 2 cupos                                                          | Atlético Audaz Huaquillas F. C.         | Campeón de la Segunda Categoría de El Oro 2007 Subcampeón de la Segunda Categoría de El Oro 2007                   |
| [[Archivo:\|20x20px\|border\|Bandera de Esmeraldas]] Esmeraldas 2 cupos | Atlético Valencia Alianza del Pailón    | Campeón de la Segunda Categoría de Esmeraldas 2007 Subcampeón de la Segunda Categoría de Esmeraldas 2007           |
| Guayas 2 cupos                                                          | Panamá Academia Alfaro Moreno           | Campeón de la Segunda Categoría de Guayas 2007 Subcampeón de la Segunda Categoría de Guayas 2007                   |
| Imbabura 2 cupos                                                        | Valle del Chota Deportivo Otavalo       | Campeón de la Segunda Categoría de Imbabura 2007 Subcampeón de la Segunda Categoría de Imbabura 2007               |
| Loja 2 cupos                                                            | UTPL Zaragoza F. C.                     | Campeón de la Segunda Categoría de Loja 2007 Subcampeón de la Segunda Categoría de Loja 2007                       |
| Los Ríos 2 cupos                                                        | Deportivo Quevedo Venecia               | Campeón de la Segunda Categoría de Los Ríos 2007 Subcampeón de la Segunda Categoría de Los Ríos 2007               |
| Manabí 2 cupos                                                          | Grecia Halley                           | Campeón de la Segunda Categoría de Manabí 2007 Subcampeón de la Segunda Categoría de Manabí 2007                   |
| Morona Santiago 2 cupos                                                 | Deportivo Morona Liga Deportiva Juvenil | Campeón de la Segunda Categoría de Morona Santiago 2007 Subcampeón de la Segunda Categoría de Morona Santiago 2007 |
| Pastaza 2 cupos                                                         | Pastaza Moto Club Cumandá               | Campeón de la Segunda Categoría de Pastaza 2007 Subcampeón de la Segunda Categoría de Pastaza 2007                 |
| [[Archivo:\|20x20px\|border\|Bandera de Pichincha]] Pichincha 2 cupos   | Independiente José Terán Águilas        | Campeón de la Segunda Categoría de Pichincha 2007 Subcampeón de la Segunda Categoría de Pichincha 2007             |
| Sucumbíos 2 cupos                                                       | Consejo Provincial Racing Junior        | Campeón de la Segunda Categoría de Sucumbíos 2007 Subcampeón de la Segunda Categoría de Sucumbíos 2007             |
| Tungurahua 2 cupos                                                      | Tungurahua S. C. Deportivo Cevallos     | Campeón de la Segunda Categoría de Tungurahua 2007 Subcampeón de la Segunda Categoría de Tungurahua 2007           |

## Zona 1

### Grupo A
Equipos de Pichincha y Cotopaxi
| Pos | Equipo                   | PJ | G | E | P | GF | GC | Dif | Pts |
| --- | ------------------------ | -- | - | - | - | -- | -- | --- | --- |
| 1°  | Independiente José Terán | 6  | 4 | 1 | 1 | 6  | 1  | +5  | 13  |
| 2°  | Deportivo Cotopaxi       | 6  | 3 | 1 | 2 | 6  | 1  | +5  | 10  |
| 3°  | Águilas                  | 6  | 2 | 1 | 3 | 2  | 8  | -6  | 7   |
| 4°  | Ramón Barba Naranjo      | 6  | 1 | 1 | 4 | 1  | 5  | -4  | 4   |

|  | Clasifica a la siguiente fase |

### Partidos y resultados
| Fecha 1             | Fecha 1   | Fecha 1           |
| Equipo Local        | Resultado | Equipo Visitante  |
| ------------------- | --------- | ----------------- |
| Águilas             | 1-0       | D. Cotopaxi       |
| Ramón Barba Naranjo | 1-0       | Indep. José Terán |

| Fecha 2             | Fecha 2   | Fecha 2          |
| Equipo Local        | Resultado | Equipo Visitante |
| ------------------- | --------- | ---------------- |
| Indep. José Terán   | 3-1       | D. Cotopaxi      |
| Ramón Barba Naranjo | 4-2       | Águilas          |

| Fecha 3      | Fecha 3   | Fecha 3             |
| Equipo Local | Resultado | Equipo Visitante    |
| ------------ | --------- | ------------------- |
| Águilas      | 2-2       | Indep. José Terán   |
| D. Cotopaxi  | 2-1       | Ramón Barba Naranjo |

| Fecha 4             | Fecha 4   | Fecha 4          |
| Equipo Local        | Resultado | Equipo Visitante |
| ------------------- | --------- | ---------------- |
| Ramón Barba Naranjo | 0-0       | D. Cotopaxi      |
| Indep. José Terán   | 3-1       | Águilas          |

| Fecha 5      | Fecha 5   | Fecha 5             |
| Equipo Local | Resultado | Equipo Visitante    |
| ------------ | --------- | ------------------- |
| Águilas      | 4-1       | Ramón Barba Naranjo |
| D. Cotopaxi  | 1-0       | Indep. José Terán   |

| Fecha 6           | Fecha 6   | Fecha 6             |
| Equipo Local      | Resultado | Equipo Visitante    |
| ----------------- | --------- | ------------------- |
| Indep. José Terán | 3-2       | Ramón Barba Naranjo |
| D. Cotopaxi       | 2-0       | Águilas             |

### Grupo B
Equipos de Imbabura y Sucumbios
| Pos | Equipo             | PJ | G | E | P | GF | GC | Dif | Pts |
| --- | ------------------ | -- | - | - | - | -- | -- | --- | --- |
| 1°  | Consejo Provincial | 5  | 4 | 1 | 0 | 9  | 1  | +8  | 13  |
| 2°  | Valle del Chota    | 5  | 2 | 1 | 2 | 6  | 2  | +4  | 7   |
| 3°  | Deportivo Otavalo  | 5  | 1 | 2 | 2 | 2  | 8  | -6  | 5   |
| 4°  | Racing Junior      | 5  | 1 | 0 | 4 | 1  | 5  | -4  | 3   |

|  | Clasifica a la siguiente fase |

### Partidos y resultados
| Fecha 1         | Fecha 1   | Fecha 1            |
| Equipo Local    | Resultado | Equipo Visitante   |
| --------------- | --------- | ------------------ |
| Valle del Chota | 0-1       | Consejo Provincial |
| Racing Jr.      | 0-1       | D. Otavalo         |

| Fecha 2            | Fecha 2   | Fecha 2          |
| Equipo Local       | Resultado | Equipo Visitante |
| ------------------ | --------- | ---------------- |
| Valle del Chota    | 6-0       | Racing Jr.       |
| Consejo pronvicial | 1-0       | D. Otavalo       |

| Fecha 3            | Fecha 3   | Fecha 3          |
| Equipo Local       | Resultado | Equipo Visitante |
| ------------------ | --------- | ---------------- |
| Valle del Chota    | 1-1       | D. Cotopaxi      |
| Consejo Provincial | 3-1       | Racing Jr.       |

| Fecha 4      | Fecha 4   | Fecha 4            |
| Equipo Local | Resultado | Equipo Visitante   |
| ------------ | --------- | ------------------ |
| D. Otavalo   | 0-1       | Valle del Chota    |
| Racing Jr.   | 0-1       | Consejo Provincial |

| Fecha 5      | Fecha 5   | Fecha 5            |
| Equipo Local | Resultado | Equipo Visitante   |
| ------------ | --------- | ------------------ |
| D. Otavalo   | 1-1       | Consejo Provincial |
| Racing Jr.   | 4-3       | Valle del Chota    |

| Fecha 6         | Fecha 6    | Fecha 6            |
| Equipo Local    | Resultado  | Equipo Visitante   |
| --------------- | ---------- | ------------------ |
| Valle del Chota | No se jugó | Consejo Provincial |
| D. Otavalo      | No se jugó | Racing Jr.         |

## Zona 2

### Grupo C
Equipos de Chimborazo, Morona Santiago y Pastaza 
| Pos | Equipo                 | PJ | G | E | P | GF | GC | Dif | Pts |
| --- | ---------------------- | -- | - | - | - | -- | -- | --- | --- |
| 1°  | Pastaza Moto Club      | 9  | 6 | 3 | 0 | 9  | 1  | +8  | 21  |
| 2°  | Liga Deportiva Juvenil | 9  | 4 | 3 | 2 | 6  | 2  | +4  | 15  |
| 3°  | Cumandá                | 8  | 2 | 4 | 2 | 2  | 8  | -6  | 5   |
| 4°  | Atlético Universitario | 9  | 2 | 2 | 5 | 1  | 9  | -8  | 3   |
| 5°  | Club Chimborazo        | 9  | 3 | 1 | 5 | 1  | 15 | -14 | 3   |
| 6°  | Morona                 | 8  | 2 | 1 | 5 | 1  | 16 | -15 | 3   |

|  | Clasifica a la siguiente fase |

### Partidos y resultados
| Fecha 1           | Fecha 1   | Fecha 1                |
| Equipo Local      | Resultado | Equipo Visitante       |
| ----------------- | --------- | ---------------------- |
| D. Morona         | 2-0       | Atlético Universitario |
| Pastaza Moto Club | 3-1       | LD Juvenil             |
| D. Chimborazo     | 0-0       | Cumandá                |

| Fecha 2       | Fecha 2   | Fecha 2                |
| Equipo Local  | Resultado | Equipo Visitante       |
| ------------- | --------- | ---------------------- |
| D. Chimborazo | 1-2       | Pastaza Moto Club      |
| LD Juvenil    | 4-1       | Atlético Universitario |
| Cumandá       | 3-1       | D. Morona              |

| Fecha 3                | Fecha 3   | Fecha 3          |
| Equipo Local           | Resultado | Equipo Visitante |
| ---------------------- | --------- | ---------------- |
| LD Juvenil             | 5-1       | D. Chimborazo    |
| Pastaza Moto Club      | 3-0       | D. Morona        |
| Atlético Universitario | 1-2       | Cumandá          |

| Fecha 4                | Fecha 4   | Fecha 4           |
| Equipo Local           | Resultado | Equipo Visitante  |
| ---------------------- | --------- | ----------------- |
| D. Morona              | 1-0       | D. Chimborazo     |
| Cumandá                | 3-3       | LD Juvenil        |
| Atlético Universitario | 0-1       | Pastaza Moto Club |

| Fecha 5           | Fecha 5   | Fecha 5                |
| Equipo Local      | Resultado | Equipo Visitante       |
| ----------------- | --------- | ---------------------- |
| D. Chimborazo     | 0-1       | Atlético Universitario |
| LD Juvenil        | 1-1       | D. Morona              |
| Pastaza Moto Club | 1-1       | Cumandá                |

| Fecha 6                | Fecha 6   | Fecha 6           |
| Equipo Local           | Resultado | Equipo Visitante  |
| ---------------------- | --------- | ----------------- |
| D. Morona              | 1-3       | LD Juvenil        |
| Cumandá                | 0-0       | Pastaza Moto Club |
| Atlético Universitario | 1-2       | D. Chimborazo     |

| Fecha 7           | Fecha 7   | Fecha 7                |
| Equipo Local      | Resultado | Equipo Visitante       |
| ----------------- | --------- | ---------------------- |
| Pastaza Moto Club | 5-0       | Atlético Universitario |
| D. Chimborazo     | 5-2       | D. Morona              |
| LD Juvenil        | 2-1       | Cumandá                |

| Fecha 8       | Fecha 8   | Fecha 8                |
| Equipo Local  | Resultado | Equipo Visitante       |
| ------------- | --------- | ---------------------- |
| D. Morona     | 0-1       | Pastaza Moto Club      |
| Cumandá       | 1-3       | Atlético Universitario |
| D. Chimborazo | 2-3       | LD Juvenil             |

| Fecha 9                | Fecha 9    | Fecha 9          |
| Equipo Local           | Resultado  | Equipo Visitante |
| ---------------------- | ---------- | ---------------- |
| Atlético Universitario | 4-4        | LD Juvenil       |
| D. Morona              | No se jugó | Cumandá          |
| Pastaza Moto Club      | 6-2        | D. Chimborazo    |

| Fecha 10               | Fecha 10   | Fecha 10          |
| Equipo Local           | Resultado  | Equipo Visitante  |
| ---------------------- | ---------- | ----------------- |
| Atlético Universitario | No se jugó | D. Morona         |
| LD Juvenil             | No se jugó | Pastaza Moto Club |
| Cumandá                | No se jugó | D. Chimborazo     |

### Grupo D
Equipos de Bolívar y Tungurahua
| Pos | Equipo             | Pts | PJ | G | E | P | GF | GC | Dif |
| --- | ------------------ | --- | -- | - | - | - | -- | -- | --- |
| 1°  | Tungurahua S.C.    | 16  | 6  | 5 | 1 | 0 | 13 | 4  | +6  |
| 2°  | Unibolívar         | 13  | 6  | 4 | 1 | 1 | 6  | 2  | +4  |
| 3°  | Deportivo Cevallos | 3   | 5  | 1 | 0 | 4 | 2  | 8  | -6  |
| 4°  | River F.C.         | 0   | 5  | 0 | 0 | 5 | 1  | 5  | -4  |

|  | Clasifica a la siguiente fase |

### Partidos y resultados
| Fecha 1       | Fecha 1   | Fecha 1          |
| Equipo Local  | Resultado | Equipo Visitante |
| ------------- | --------- | ---------------- |
| Tungurahua SC | 2-0       | Unibolívar       |
| River FC      | 1-3       | D. Cevallos      |

| Fecha 2      | Fecha 2   | Fecha 2          |
| Equipo Local | Resultado | Equipo Visitante |
| ------------ | --------- | ---------------- |
| D. Cevallos  | 4-5       | Unibolívar       |
| River FC     | 0-10      | Tungurahua SC    |

| Fecha 3      | Fecha 3   | Fecha 3          |
| Equipo Local | Resultado | Equipo Visitante |
| ------------ | --------- | ---------------- |
| D. Cevallos  | 2-4       | Tungurahua SC    |
| Unibolívar   | 2-0       | River FC         |

| Fecha 4       | Fecha 4   | Fecha 4          |
| Equipo Local  | Resultado | Equipo Visitante |
| ------------- | --------- | ---------------- |
| Tungurahua SC | 4-1       | D. Cevallos      |
| River FC      | 2-7       | Unibolívar       |

| Fecha 5       | Fecha 5   | Fecha 5          |
| Equipo Local  | Resultado | Equipo Visitante |
| ------------- | --------- | ---------------- |
| Tungurahua SC | 2-0       | River FC         |
| Unibolívar    | 4-1       | D. Cevallos      |

| Fecha 6      | Fecha 6    | Fecha 6          |
| Equipo Local | Resultado  | Equipo Visitante |
| ------------ | ---------- | ---------------- |
| Unibolívar   | 1-1        | Tungurahua SC    |
| D. Cevallos  | No se jugó | River FC         |

## Zona 3

### Grupo E
Equipos de Cañar y Loja
| Pos | Equipo          | PJ | G | E | P | GF | GC | Dif | Pts |
| --- | --------------- | -- | - | - | - | -- | -- | --- | --- |
| 1°  | U. T. P. L.     | 6  | 4 | 2 | 0 | 13 | 4  | +6  | 14  |
| 2°  | 25 de Agosto    | 6  | 4 | 1 | 1 | 6  | 2  | +4  | 13  |
| 3°  | Manuel J. Calle | 6  | 2 | 0 | 4 | 2  | 8  | -6  | 6   |
| 4°  | Zaragoza F.C.   | 6  | 0 | 1 | 5 | 1  | 5  | -4  | 1   |

|  | Clasifica a la siguiente fase |

### Partidos y resultados
| Fecha 1         | Fecha 1   | Fecha 1          |
| Equipo Local    | Resultado | Equipo Visitante |
| --------------- | --------- | ---------------- |
| Zaragoza FC     | 1-4       | 25 de Agosto     |
| Manuel J. Calle | 0-1       | UTP de Loja      |

| Fecha 2         | Fecha 2   | Fecha 2          |
| Equipo Local    | Resultado | Equipo Visitante |
| --------------- | --------- | ---------------- |
| Manuel J. Calle | 5-3       | Zaragoza FC      |
| UTP de Loja     | 3-1       | 25 de Agosto     |

| Fecha 3      | Fecha 3   | Fecha 3          |
| Equipo Local | Resultado | Equipo Visitante |
| ------------ | --------- | ---------------- |
| 25 de Agosto | 2-0       | Manuel J. Calle  |
| Zaragoza FC  | 1-3       | UTP de Loja      |

| Fecha 4         | Fecha 4   | Fecha 4          |
| Equipo Local    | Resultado | Equipo Visitante |
| --------------- | --------- | ---------------- |
| Manuel J. Calle | 0-3       | 25 de Agosto     |
| UTP de Loja     | 3-3       | Zaragoza FC      |

| Fecha 5         | Fecha 5   | Fecha 5          |
| Equipo Local    | Resultado | Equipo Visitante |
| --------------- | --------- | ---------------- |
| Manuel J. Calle | 2-2       | UTP de Loja      |
| Zaragoza FC     | 2-3       | Manuel J. Calle  |

| Fecha 6      | Fecha 6   | Fecha 6          |
| Equipo Local | Resultado | Equipo Visitante |
| ------------ | --------- | ---------------- |
| 25 de Agosto | 9-1       | Zaragoza FC      |
| UTP de Loja  | 5-1       | Manuel J. Calle  |

### Grupo F
Equipos de Azuay y El Oro
| Pos | Equipo          | PJ | G | E | P | GF | GC | Dif | Pts |
| --- | --------------- | -- | - | - | - | -- | -- | --- | --- |
| 1°  | LDU de Cuenca   | 6  | 4 | 1 | 1 | 13 | 4  | +6  | 13  |
| 2°  | Huaquillas F.C. | 6  | 3 | 2 | 1 | 6  | 2  | +4  | 11  |
| 3°  | Tecni Club      | 6  | 2 | 0 | 4 | 2  | 8  | -6  | 6   |
| 4°  | Atlético Audaz  | 6  | 1 | 1 | 4 | 1  | 5  | -4  | 4   |

|  | Clasifica a la siguiente fase |

### Partidos y resultados
| Fecha 1       | Fecha 1   | Fecha 1          |
| Equipo Local  | Resultado | Equipo Visitante |
| ------------- | --------- | ---------------- |
| Huaquillas FC | 2-1       | Tecni Club       |
| LDU de Cuenca | 3-0       | Atlético Audaz   |

| Fecha 2       | Fecha 2   | Fecha 2          |
| Equipo Local  | Resultado | Equipo Visitante |
| ------------- | --------- | ---------------- |
| Huaquillas FC | 0-1       | LDU de Cuenca    |
| Tecni Club    | 3-2       | Atlético Audaz   |

| Fecha 3        | Fecha 3   | Fecha 3          |
| Equipo Local   | Resultado | Equipo Visitante |
| -------------- | --------- | ---------------- |
| Atlético Audaz | 1-1       | Huaquillas FC    |
| Tecni Club     | 2-1       | LDU de Cuenca    |

| Fecha 4       | Fecha 4   | Fecha 4          |
| Equipo Local  | Resultado | Equipo Visitante |
| ------------- | --------- | ---------------- |
| LDU de Cuenca | 2-0       | Tecni Club       |
| Huaquillas FC | 2-1       | Atlético Audaz   |

| Fecha 5        | Fecha 5   | Fecha 5          |
| Equipo Local   | Resultado | Equipo Visitante |
| -------------- | --------- | ---------------- |
| Atlético Audaz | 3-0       | Tecni Club       |
| LDU de Cuenca  | 1-1       | Huaquillas FC    |

| Fecha 6        | Fecha 6   | Fecha 6          |
| Equipo Local   | Resultado | Equipo Visitante |
| -------------- | --------- | ---------------- |
| Atlético Audaz | 1-2       | LDU de Cuenca    |
| Tecni Club     | 1-3       | Huaquillas FC    |

## Zona 4

### Grupo G
Equipos de Manabí y Esmeraldas
| Pos | Equipo             | PJ | G | E | P | GF | GC | Dif | Pts |
| --- | ------------------ | -- | - | - | - | -- | -- | --- | --- |
| 1°  | Grecia             | 6  | 4 | 0 | 2 | 13 | 4  | +6  | 12  |
| 2°  | Halley             | 6  | 2 | 2 | 2 | 6  | 2  | +4  | 8   |
| 3°  | Atlético Valencia  | 6  | 2 | 1 | 3 | 2  | 8  | -6  | 7   |
| 4°  | Alianza del Pailón | 6  | 1 | 3 | 2 | 1  | 5  | -4  | 6   |

### Partidos y resultados
| Fecha 1           | Fecha 1   | Fecha 1            |
| Equipo Local      | Resultado | Equipo Visitante   |
| ----------------- | --------- | ------------------ |
| Halley            | 0-0       | Alianza del Pailón |
| Atlético Valencia | 0-1       | Grecia             |

| Fecha 2            | Fecha 2   | Fecha 2           |
| Equipo Local       | Resultado | Equipo Visitante  |
| ------------------ | --------- | ----------------- |
| Halley             | 1-0       | Atlético Valencia |
| Alianza del Pailón | 1-0       | Grecia            |

| Fecha 3           | Fecha 3   | Fecha 3            |
| Equipo Local      | Resultado | Equipo Visitante   |
| ----------------- | --------- | ------------------ |
| Grecia            | 2-0       | Halley             |
| Atlético Valencia | 1-0       | Alianza del Pailón |

| Fecha 4            | Fecha 4   | Fecha 4           |
| Equipo Local       | Resultado | Equipo Visitante  |
| ------------------ | --------- | ----------------- |
| Halley             | 1-0       | Grecia            |
| Alianza del Pailón | 1-1       | Atlético Valencia |

| Fecha 5           | Fecha 5   | Fecha 5            |
| Equipo Local      | Resultado | Equipo Visitante   |
| ----------------- | --------- | ------------------ |
| Grecia            | 3-0       | Alianza del Pailón |
| Atlético Valencia | 2-1       | Halley             |

| Fecha 6            | Fecha 6   | Fecha 6           |
| Equipo Local       | Resultado | Equipo Visitante  |
| ------------------ | --------- | ----------------- |
| Grecia             | 2-0       | Atlético Valencia |
| Alianza del Pailón | 1-0       | Halley            |

### Grupo H
Equipos de Guayas y Los Ríos
| Pos | Equipo                 | PJ | G | E | P | GF | GC | Dif | Pts |
| --- | ---------------------- | -- | - | - | - | -- | -- | --- | --- |
| 1°  | Panamá                 | 6  | 3 | 2 | 1 | 13 | 4  | +6  | 11  |
| 2°  | Academia Alfaro Moreno | 6  | 2 | 3 | 1 | 6  | 2  | +4  | 9   |
| 3°  | Deportivo Quevedo      | 6  | 2 | 2 | 2 | 2  | 8  | -6  | 8   |
| 4°  | Venecia                | 6  | 1 | 1 | 4 | 1  | 5  | -4  | 4   |

|  | Clasifica a la siguiente fase |

### Partidos y resultados
| Fecha 1      | Fecha 1   | Fecha 1             |
| Equipo Local | Resultado | Equipo Visitante    |
| ------------ | --------- | ------------------- |
| Panamá       | 2-1       | Venecia             |
| D. Quevedo   | 0-0       | Acad. Alfaro Moreno |

| Fecha 2      | Fecha 2   | Fecha 2             |
| Equipo Local | Resultado | Equipo Visitante    |
| ------------ | --------- | ------------------- |
| Panamá       | 1-0       | D. Quevedo          |
| Venecia      | 1-3       | Acad. Alfaro Moreno |

| Fecha 3             | Fecha 3   | Fecha 3          |
| Equipo Local        | Resultado | Equipo Visitante |
| ------------------- | --------- | ---------------- |
| Acad. Alfaro Moreno | 1-1       | Panamá           |
| D. Quevedo          | 2-0       | Venecia          |

| Fecha 4      | Fecha 4   | Fecha 4             |
| Equipo Local | Resultado | Equipo Visitante    |
| ------------ | --------- | ------------------- |
| Panamá       | 1-1       | Acad. Alfaro Moreno |
| Venecia      | 0-0       | D. Quevedo          |

| Fecha 5             | Fecha 5   | Fecha 5          |
| Equipo Local        | Resultado | Equipo Visitante |
| ------------------- | --------- | ---------------- |
| Acad. Alfaro Moreno | 0-1       | Venecia          |
| D. Quevedo          | 1-0       | Panamá           |

| Fecha 6             | Fecha 6   | Fecha 6          |
| Equipo Local        | Resultado | Equipo Visitante |
| ------------------- | --------- | ---------------- |
| Venecia             | 0-1       | Panamá           |
| Acad. Alfaro moreno | 2-1       | D. Quevedo       |

## Segunda fase
Clasificados como primeros (ganadores de cada grupo)
- Consejo Provincial
- Independiente José Terán
- Pastaza Moto Club
- Tungurahua SC
- LDU de Cuenca
- U.T.P.L.
- Grecia
- Panamá

Sorteo de partidos (ganadores de cada grupo)
- Ganador del grupo 1 vs Ganador del grupo 2 (Zona 1)
- Ganador del grupo 3 vs Ganador del grupo 4 (Zona 2)
- Ganador del grupo 5 vs Ganador del grupo 6 (Zona 3)
- Ganador del grupo 7 vs Ganador del grupo 8 (Zona 4)

| Fecha                   | Lugar      | Local                    |  | Resultado |  | Visitante                |
| ----------------------- | ---------- | ------------------------ |  | --------- |  | ------------------------ |
| 10 de noviembre de 2007 | Sangolquí  | Independiente José Terán |  | 4 – 1     |  | Consejo Provincial       |
| 17 de noviembre de 2007 | Lago Agrio | Consejo Provincial       |  | 0 – 0     |  | Independiente José Terán |
| 10 de noviembre de 2007 | Puyo       | Pastaza Moto Club        |  | 1 – 1     |  | Tungurahua SC            |
| 18 de noviembre de 2007 | Ambato     | Tungurahua SC            |  | 0 – 1     |  | Pastaza Moto Club        |
| 10 de noviembre de 2007 | Cuenca     | LDU de Cuenca            |  | 3 – 0     |  | U.T.P.L.                 |
| 17 de noviembre de 2007 | Loja       | U.T.P.L.                 |  | 0 – 3     |  | LDU de Cuenca            |
| 10 de noviembre de 2007 | Chone      | Grecia                   |  | 0 – 1     |  | Panamá SC                |
| 17 de noviembre de 2007 | Guayaquil  | Panamá SC                |  | 1 – 2     |  | Grecia (v.)              |

## Equipos clasificados a la fase final (cuadrangular final)
- Independiente José Terán
- Pastaza Moto Club
- LDU de Cuenca
- Grecia

## Cuadrangular final
| Pos | Equipo                   | PJ | G | E | P | GF | GC | Dif | Pts |
| --- | ------------------------ | -- | - | - | - | -- | -- | --- | --- |
| 1°  | Independiente José Terán | 6  | 3 | 2 | 1 | 10 | 7  | +3  | 11  |
| 2°  | Grecia                   | 6  | 3 | 0 | 3 | 10 | 10 | 0   | 9   |
| 3°  | LDU de Cuenca            | 6  | 2 | 1 | 3 | 11 | 10 | +1  | 7   |
| 4°  | Pastaza Moto Club        | 6  | 2 | 1 | 3 | 8  | 12 | -4  | 7   |

|  | Ascendidos a la Serie B de Ecuador |

### Partidos y resultados
| Fecha 1           | Fecha 1   | Fecha 1           |
| Equipo Local      | Resultado | Equipo Visitante  |
| ----------------- | --------- | ----------------- |
| LDU de Cuenca     | 3-0       | Pastaza Moto Club |
| Indep. José Terán | 2-1       | Grecia            |

| Fecha 2           | Fecha 2   | Fecha 2           |
| Equipo Local      | Resultado | Equipo Visitante  |
| ----------------- | --------- | ----------------- |
| Grecia            | 3-2       | LDU de Cuenca     |
| Pastaza Moto Club | 0-0       | Indep. José Terán |

| Fecha 3           | Fecha 3   | Fecha 3          |
| Equipo Local      | Resultado | Equipo Visitante |
| ----------------- | --------- | ---------------- |
| Pastaza Moto Club | 2-1       | Grecia           |
| Indep. José Terán | 1-1       | LDU de Cuenca    |

| Fecha 4       | Fecha 4   | Fecha 4           |
| Equipo Local  | Resultado | Equipo Visitante  |
| ------------- | --------- | ----------------- |
| Grecia        | 3-2       | Pastaza Moto Club |
| LDU de Cuenca | 2-3       | Indep. José Terán |

| Fecha 5           | Fecha 5   | Fecha 5           |
| Equipo Local      | Resultado | Equipo Visitante  |
| ----------------- | --------- | ----------------- |
| LDU de Cuenca     | 1-0       | Grecia            |
| Indep. José Terán | 3-1       | Pastaza Moto Club |

| Fecha 6           | Fecha 6   | Fecha 6           |
| Equipo Local      | Resultado | Equipo Visitante  |
| ----------------- | --------- | ----------------- |
| Grecia            | 2-1       | Indep. José Terán |
| Pastaza Moto Club | 3-2       | LDU de Cuenca     |

### Campeón
|                                                                          |
|                                                                          |
| Independiente José Terán 1.er título Ascendió a la Serie B               |
| También ascendió Grecia como vicecampeón y LDU de Cuenca como 3.° lugar. |